# فاطمة جريك
فاطمة جريك (12 ديسمبر 1942 - 24 يناير 2022)، هي مُمثلة وسياسية تركية. إلى جانب هوليا كوجيجيت وفيليز أكين وتوركان شوراي، كانت رمزًا للعصر الذهبي في التصوير السينمائي التركي وتُعتبر واحدة من أهم أربع ممثلات في السينما التركية.

## وفاتها
جاء في البيان الذي أدلى به المستشفى أن "السيدة فاطمة جريك، الممثلة القيّمة للسينما التركية، توفيت نتيجة عطل في أعضاء متعددة نشأ أثناء علاجها من التهاب رئوي فيروسي بسبب كوفيد. 19.

## الجوائز
- مهرجان أنطاليا الذهبي السينمائي الثاني 1965 ، كيشانلي علي دستاني، أفضل ممثلة.
- مهرجان أنطاليا السينمائي الذهبي البرتقالي الرابع 1967، سورتوغون كيزي، أفضل ممثلة.
- مهرجان Adana Golden Boll السينمائي الأول 1969، إيزو جيلين، أفضل ممثلة.
- مهرجان Adana Golden Boll السينمائي الثاني 1970، بوس بشيك، أفضل ممثلة.
- مهرجان Adana Golden Boll السينمائي الثالث 1971، Acı، أفضل ممثلة.
- مهرجان أنطاليا السينمائي الذهبي البرتقالي الخامس والثلاثون 1998، Sürtüğün Kızı، الجائزة الفخرية مدى الحياة.

## روابط خارجية
- فاطمة جريك في قاعدة بيانات الأفلام على الإنترنت
- الملف الشخصي، kimkimdir.gen.tr